# Musée romantique Can Llopis

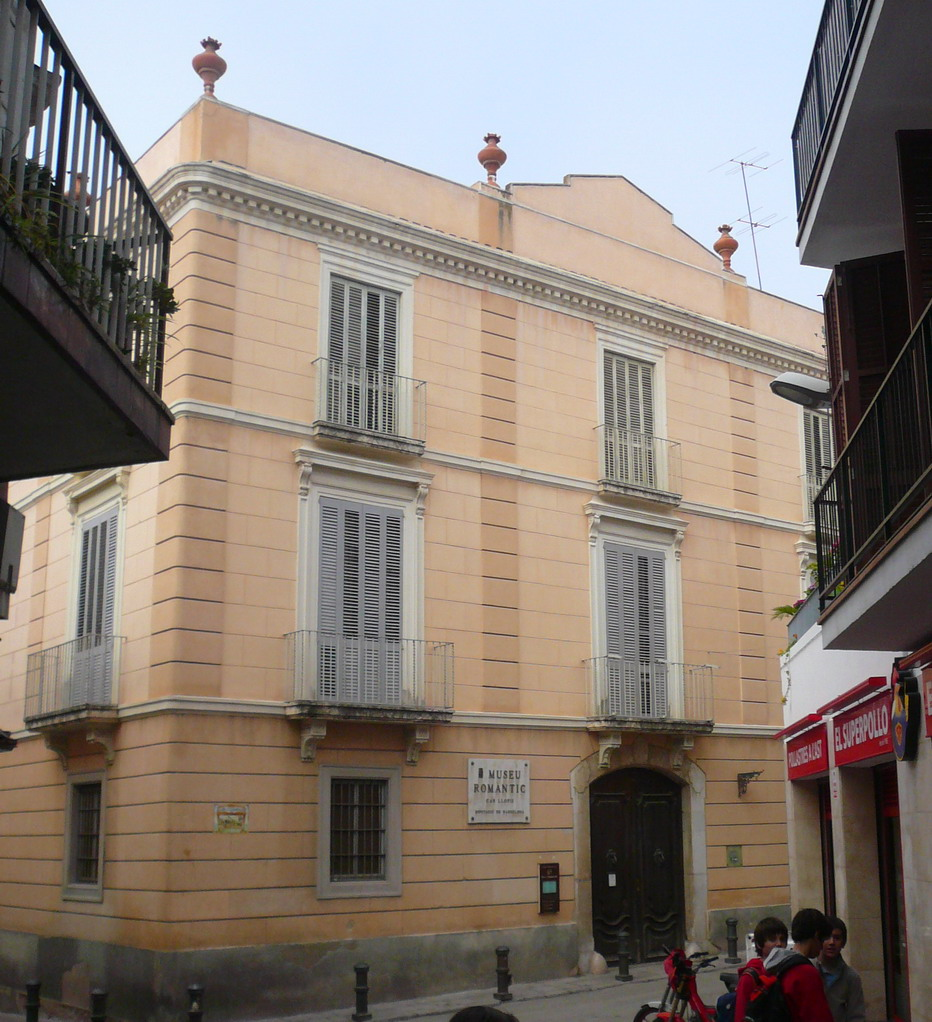
Façade du musée romantique Can Llopis. Sitges. 1793

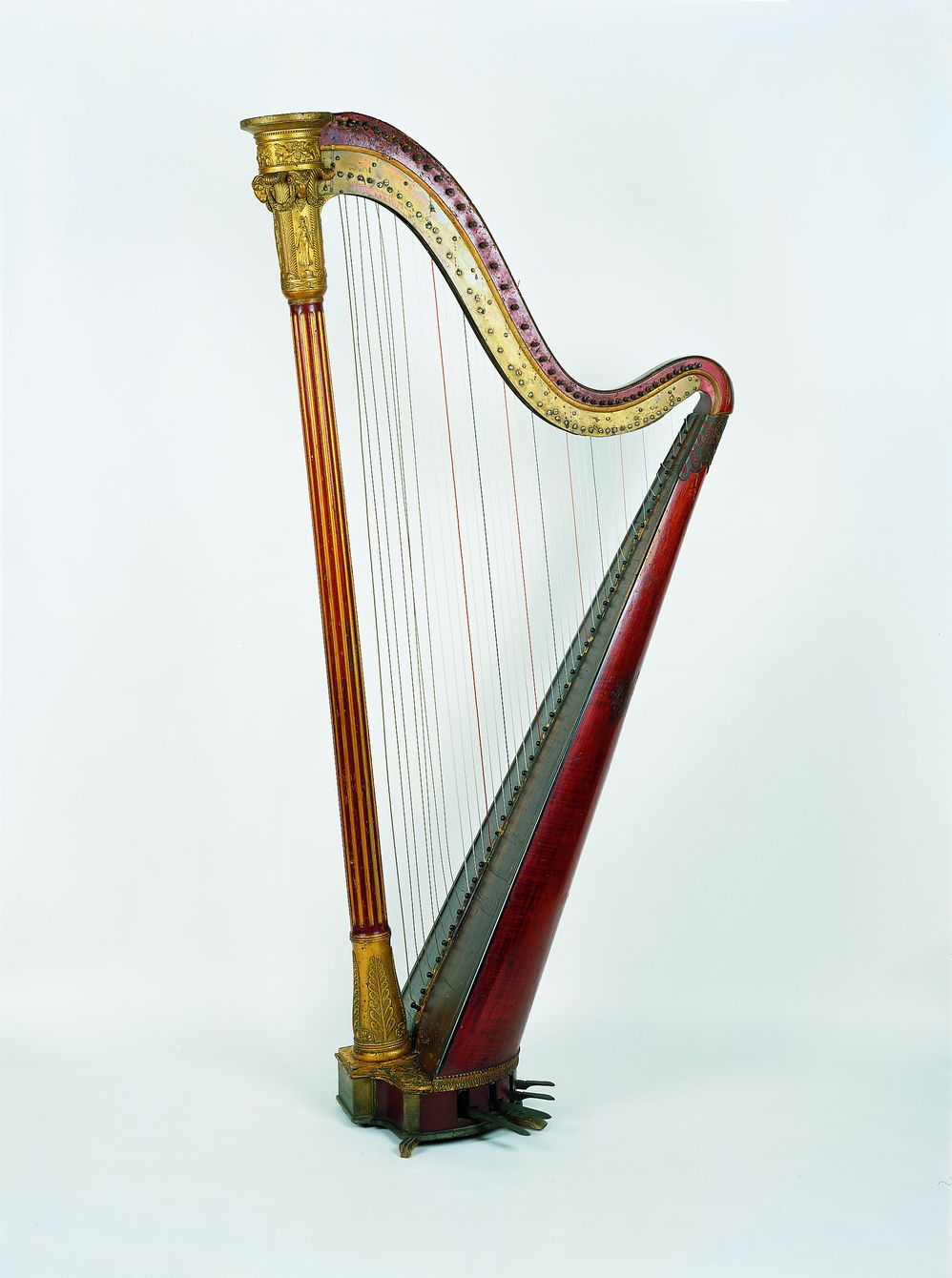
Erard Frères. Harpe. París, 1800-1830

Le musée romantique Can Llopis (en catalan : Museu Romàntic Can Llopis, en espagnol : Museo Romántico Can Llopis) se trouve dans l'ancienne maison Llopis, bâtie en 1793 hors des murailles médiévales et qui fut longtemps l'une des maisons les plus nobles des nouveaux quartiers de Sitges en Catalogne.

## Présentation
Elle fut occupée par plusieurs générations de Llopis, une famille de marins de Sitges qui gravit l'échelle sociale grâce à accumulation de terres et au commerce de vins et eaux-de-vie.
Can Llopis atteignit sa splendeur au deuxième tiers du XIXe siècle, le propriétaire de la maison étant alors Bernardí LLopis i Pujol (1814-1891), un des personnages les plus influents et appréciés de Sitges. Le rez-de-chaussée accueillait alors le bureau des postes, comme le montre la boîte aux lettres en forme de lion à la bouche béante à côte de l'entrée principale.
En 1935, le dernier héritier de la famille, le diplomate Manuel Llopis i de Casades (1885-1935), cède la maison à la Generalitat de Catalunya pour en faire un musée. La Guerre Civile interrompit la donnèrent à la Diputació de Barcelona. Après plusieurs restaurations, les salles de l'étage noble furent ouvertes au public puis, plus tard, celles du rez-de-chaussée, le jardin, la cave et la bibliothèque.

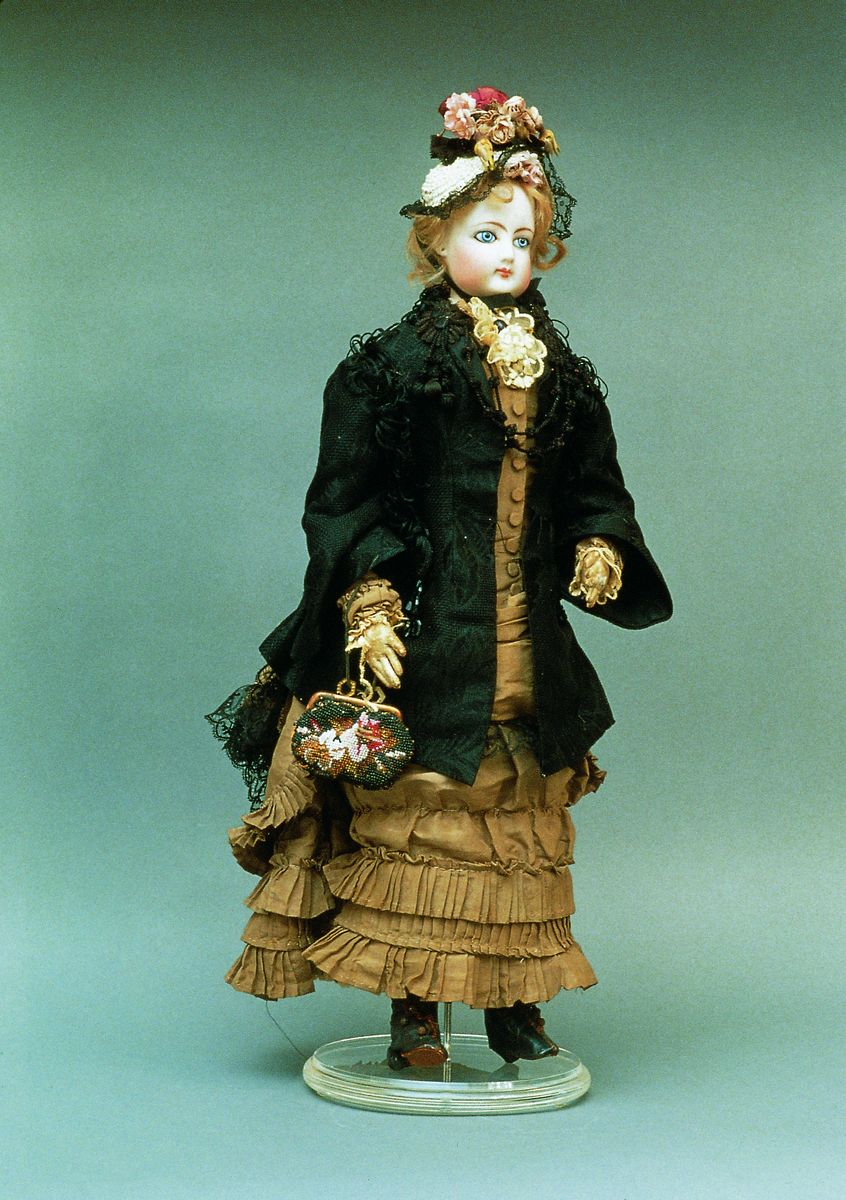
Poupée en porcelaine vêtue d'époque. France, 1877

La décoration sobre de l'extérieur de l'édifice contraste avec son intérieur bigarré, qui permet aux visiteurs de faire un saut dans le passé et de plonger dans le style de vie d'une famille aisée du XIXe siècle.
Dans les salles de l'étage noble (la salle de musique, la salle de bal, la salle à manger, les alcôves) se succèdent des meubles de différents styles, des peintures murales, des porcelaines de Saxe, des verres de Murano, du cristal de Bohème, des instruments de musique, des horloges et des objets personnels. Nous pouvons aussi y apprécier l'évolution des différents systèmes d'éclairage au XIXe siècle, qui vont des lampes à huile à l'éclairage au gaz.
La galerie du premier étage et le jardin sont deux des espaces les plus attirants et évocateurs de la maison. Nous pouvons voir dans la galerie deux pans de mur décorés de scènes infantiles et, sur le sol, un Bis bis d'époque napoléonienne, un jeu formé de quarante-neuf carreaux polychromes avec lequel les Llopis et leurs invités passaient le temps.
Il faut également citer le cellier où les Llopis élaboraient leur célèbre vin de Malvoisie. Aujourd'hui, l'Hôspital Sant Joan Baptista est le propriétaire de la famille Llopis à la condition que l'institution conserve les cultures et la qualité du malvoisie de Sitges.
La deuxième étage du Romàntic, destiné dans le passé aux domestiques, abrite depuis  les années 1970 la curieuse collection de poupées et jouets de l'écrivain et illustrative Lola Anglada (Barcelone, 1892-Tiana, 1984) qui les donna pour les installer à la maison Llopis. Le fond regroupe plus de quatre cents pièces provenant de différents pays. Dans le cas des poupées, la plus ancienne date du XVIIe siècle, et les autres des XIIe et XIXe siècles. Elles sont en bois et papier mâché, porcelaine et certaines sont mécaniques, articulées et musicales.
La collection de Lola Anglada ne découle pas de la vocation de trouver une pièce unique mais d'une quête sentimentale, pour retrouver dans les expressions et les habits de ces poupées le style de vie de la société du XIXe siècle.